# 베냐민
베냐민(공동번역, 개신교), 또는 벤야민(가톨릭)(히브리어: בִּנְיָמִין)은 아브라함 종교에서 야곱의 12번째 아들이며 야곱의 두 아내 중 라헬의 아들로 등장하는 인물이다. 열두 지파 가운데에서 그를 시조로 삼는 지파를 베냐민 지파라고 한다.

## 어원
이 이름과 언어학적으로 연관된 단어 중 가장 이른 사례는 우루크의 손카시드 왕(기원전 1801년 ~ 기원전 1771년)의 편지에서 아모리족의 부락 중 하나로 언급되는 바누-야미나/비누-자미나(Banu-Yamina/Binu-Jamina)이다. "남쪽의 아들"이라는 뜻으로, 언어학적으로 베냐민의 조상 격 되는 단어로 여겨진다. 
구약성경은 라헬이 베냐민을 낳고 죽어가며 '내 고통의 아들'이라는 의미의 "벤오니"로 지은 것을 야곱이 개명해준 것으로 설명한다. 성서비평학자들은 베냐민 이름의 기원에 대한 설명이 처음에 두 개로 전해져오던 것을 한 데 엮으며 이런 방식으로 해설한 것으로 이해한다. 중세 유대교에서는 야곱의 다른 아이들이 밧단아람에서 태어난데 비해 베냐민은 가나안에서 태어났기 때문에 '남쪽의 아들'이라는 의미로 붙였다는 해석도 제기되었으며, 현대에는 에브라임 지파 내에서의 지위를 반영하여 붙여진 이름이라는 해석도 제시된다.

## 성경의 언급
베냐민은 요셉의 형제들이 식량을 구하기 위해 이집트에 간 이야기에서 등장한다. 요셉의 형제들이 처음 이집트에 갔을 때 요셉은 형제들을 두고 마치 처음 보는 것처럼 정탐꾼이 아니냐며 다그친 뒤, 막내 동생 베냐민을 데려오라는 조건으로 시므온을 옥에 가두고 형제들을 돌려보낸다.
야곱은 아들들이 가지고 온 식량이 다 떨어지자 베냐민을 데려가 식량을 받아올 것을 허락한다. 베냐민과 형제들은 요셉에게 돌아가 환대를 받고 식량도 받는다. 그런데 만찬 중 요셉은 부하를 시켜 은잔을 막내동생 베냐민의 자루에 숨기고, 베냐민과 형제들이 식량을 받고 돌아가는 도중 몰아세워 베냐민의 자루에서 은잔을 보여주며 베냐민을 노예로 삼아야겠다고 겁을 준다. 유다는 베냐민을 지키기 위해 나서서 차라리 자신을 노예로 삼고, 베냐민을 돌려보내줄 것을 간청한다. 요셉은 자신의 정체를 드러내고 형제들을 극진히 맞이한다.

## 같이 보기
- 벤저민
- 베냐민 지파
- 사도 바울로
- 모르드개
- 에스델